# Cheops
Cheops (grekiska Χέοψ), även Kheops eller Keops, är det grekiska namnet för Chufu eller Khufu, som var en farao under 4:e dynastin, omkring 2620–2580 f. Kr.  Han har gått till historien som den farao som lät uppföra Cheopspyramiden i Giza, vilken är ett av världens sju underverk.
Cheops var son till farao Snofru och drottning Hetepheres. Han hade två gemåler, Meritites och Henutsen, vilka födde honom sönerna Djedefra, Rachaf, Baufra och Chufu-kaf.
På Herodotos och Diodoros tid beskrevs Cheops som en förhatlig tyrann, som gjorde endast ont, som lät stänga templen, förbjuda allt offrande samt tvinga folket till hårt arbete. En annan legend, upptecknad av Manetho, fäller en mindre hård dom över Cheops: på gamla dagar skall han ha ångrat sin gudlöshet och även författat en helig bok, som av hans samtida skattades synnerligen högt. Inskrifter från Cheops tid låter honom däremot framstå som en tapper, dådkraftig härskare. Liksom sin föregångare Snofru kämpade han framgångsrikt på Sinaihalvön, och på en av klipptavlorna där (i Wadi Maghara) visades han som segerherre, med ena handen hållande en knäböjande fånge i håret och med den andra lyftande svärdet för att hugga av hans huvud.
Cheops är också huvudpersonen i ett av de mest berömda verken från den egyptiska litteraturen, berättelserna i Westcar-papyrusen.

## Familjebakgrund

### Härstamning
I början av 1900-talet ansågs Cheops vara en provinsiell adelsman som gifte in sig i Snofrus familj och efter dennes död lyckades gripa makten. Dock visade utgrävningarna i Giza under 1920-talet en annan bild.
Det har länge ansetts att Cheops var en son till Snofru och att hans bröder var Ankhhaf, Nefermaat och Rahotep. Huruvida Snofru verkligen var far till Cheops är fortfarande inte helt säkert. Hans mor var i alla fall Hetepheres I. 1925 upptäcktes ett gravschakt (G 7000x) öster om Cheopspyramiden som visade sig innehålla gravgåvor till Hetepheres I. Graven innehöll mestadels gåvor med Snofrus namn på, men även hennes namn hittades där hon beskrivs som "kungens mor" (fornegyptiska mwt nswt). Om det förstnämnda stämmer så var hon hustru till Snofru, och följaktligen var de då föräldrar till Cheops.
På senare tid har tvivel på Cheops kungliga härstamning uttryckts, vilket framgår av titeln på Hetepheres och grav G 7000x själv. Problemet är att bland de många titlar som Hetepheres bar, ingår inte "kungens hustru" (Hmt nswt). I gengäld bar hon titeln "biologisk dotter till guden" (s3t nṯr nt ẖt=f) som dök upp här för första gången. Det förmodas därför att Cheops inte var en son till Snofru utan försökte legitimera sitt anspråk på tronen genom att påvisa en fiktiv gudomlig härstamning via sin mor. Graven själv talar emot att Cheops var son till Snofru eftersom samtliga drottningsgravar från Gamla riket byggdes av deras makar och inte av deras söner.
Dessa tvivel är föremål för vissa inskränkningar. Titeln kungens gemål är endast känd efter Hetepheres tid och frånvaron är därför inget konkret bevis mot ett äktenskap med Snofru. Det är dessutom inte säkert att Hetepheres verkligen begravdes vid Giza. Graven var inte plundrad och innehöll kanopkärlen med hennes mumifierade organ, men sarkofagen var tom. En teori är att hon från början begravdes nära Snofru vid Dahshur, men hennes grav pludrades och kroppen förstördes. Det beslutades därför att flytta graven till det mer säkra Giza.
Sammanfattningsvis kan Hetepheres på grund av talrika omnämnanden av Snofru i grav G 7000x och på grund av sin titel med stor sannolikhet anses ha varit Snofrus huvud-hustru. Det är även möjligt att hon var en konkubin eller släkting till Snofru. Om det stämmer skulle Cheops verkligen vara en biologisk son till Snofru, dock utan legitima anspråk på tronen.

### Äktenskap
Cheops var gift med Meritites I som var en av Snofrus döttrar, men andra kända fruar inkluderar Henutsen och flera andra vars namn är okända. På Meritites I finns samtida bevis, men Henutsen nämns bara på en stele som daterats till 26:e dynastin och som ägare till en av Cheops drottnings-pyramider (G1c).

### Ättlingar
Två av hans söner blev så småningom faraoner i sin egen rätt.

#### Söner
- Kronprins Kawab - ansågs länge vara den äldste sonen till Cheops och drottning Meritites I. Enligt nya fynd verkar det dock mer sannolikt att Kawab var en son till Snofru och istället bror till Cheops.[9]
- Djedefra - efterträdare till Cheops. En av berättarna i Westcar-papyrusen.
- Chefren - son till Cheops och drottning Henutsen, efterträdde sin bror Djedefra. En av berättarna i Westcar-papyrusen.
- Hordjedef - även kallad Djedefhor. En av berättarna i Westcar-papyrusen.
- Bauefra - kanske identisk med Babaef. En av berättarna i Westcar-papyrusen.
- Babaef - även kallad Chnumbaf.
- Chufuchaef - möjligen identisk med Chefren.
- Mindjedef - son till Cheops och Henutsen.
- Horbaef - möjligen en son till Cheops.

#### Döttrar
- Nefertiabet - begravd i Giza (G 1225).
- Hetepheres II - hustru till Kawabe och efter hans död gift med Djedefra och efter hans död möjligen även med Chefren.
- Meresankh II - gift med Horbaef och begravd i Giza (G 7410).
- Meritites - gift med Akhethotep (palatschef) med vilken hon delade grav i Giza (G 7650).
- Chamerernebti - möjligen Cheops dotter, kanske gift med Chefren och mor till Menkaura.

## Regeringstid
Om hur länge Cheops härskade råder osäkerhet. Turinpapyrusen anger 23 år, den grekiske historikern Herodotos 50 år, och Manetho 63 år. Fyndet med den högsta nämnda regeringsåret är "Cheops 17:e beräkning" (en rikstäckande inventering av nötkreatur i skattesyfte) som vanligtvis hölls vartannat år. Om det stämmer skulle det innebära minst 34 års regeringstid. De 23 åren nämnda i Turinpapyrusen skulle kunna betyda att skatteräkningen genomfördes 23 gånger under Khufu, vilket innebär att han styrde i minst 46 år.
Baserat på inskriptioner och graffiti är det troligt att Cheops ledde militära expeditioner till Sinai, Nubien och Libyen.

## Cheopspyramiden

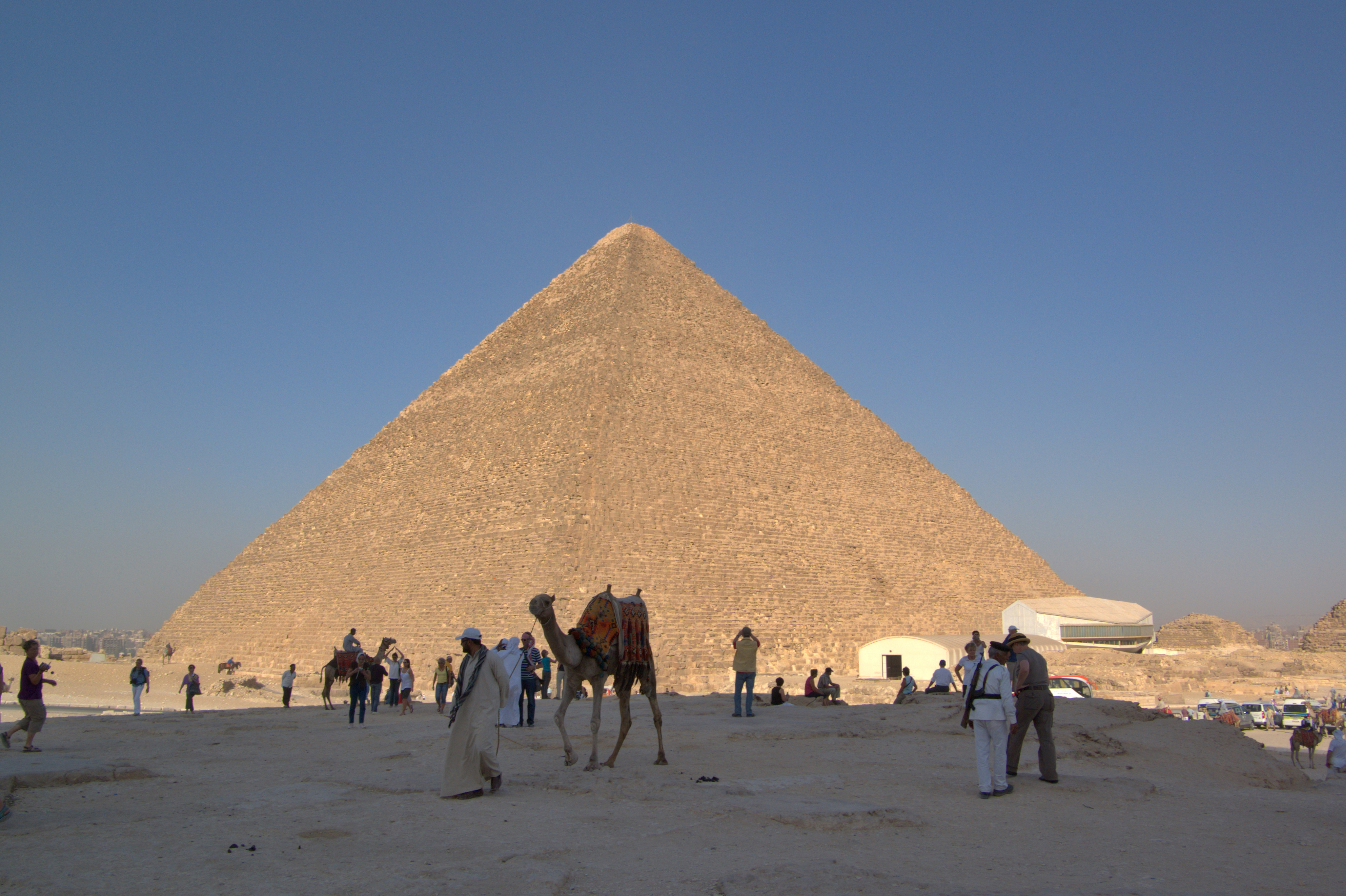
Cheopspyramiden i Giza

Pyramiden byggdes som gravmonument av och för den egyptiske faraon Khufu (Cheops) och stod färdig år 2580 f.Kr. Den är det äldsta av de sju underverken och även det enda som fortfarande finns kvar. När den byggdes var den världens högsta byggnad med sina 147 meter och fortsatte att vara det nästan 4 000 år framöver. (Fram till 1300-talet, när Katedralen i Lincoln färdigställdes, och blev den högsta byggnaden i världen). Pyramiden har förlorat 9 meter eller 15 av 215 stenlager av sin ursprungliga höjd på grund av stölder av byggstenar, efter att de frigjorts från sina fästen på grund av flera jordbävningar under medeltiden. Den största delen av stölderna skedde när det skulle byggas en moské i Kairo och stenar hämtades som byggmaterial från pyramidens topp.
Cheopspyramiden är byggd under ca 20 år och består av 2,3 miljoner stenblock där de flesta stenarna väger runt 2 500 kg. Totalt är pyramiden byggd av ca 5 750 000 ton sten. Den största stenen väger uppemot 15 ton.
Namnet som gavs åt pyramiden av Cheops själv var Achet Chufu, som betyder Cheops horisont.
Toppen på pyramiden saknas. Det finns många teorier/skrönor om varför.

## Eftermäle
Asteroiden 3362 Khufu är uppkallade efter honom.

### Titulatur
1. ↑  Alan H. Gardiner: The royal canon of Turin bild 2.
2. ↑  Regerade enligt Africanus i 63 år.
3. ↑  Alan B. Lloyd: Herodotus, book II.. s. 62ff.